# Morning-Gletscher
Der Morning-Gletscher ist ein Gletscher an der Scott-Küste des ostantarktischen Viktorialands. Vom Nordosthang des Mount Morning fließt er in unmittelbarer Nachbarschaft zum oberen Abschnitt des Vereyken-Gletschers und endet 7 km südlich des Lake Morning.
Das Advisory Committee on Antarctic Names benannte ihn 1994 in Anlehnung an die Benennung des gleichnamigen Bergs. Dessen Namensgeber ist die SY Morning, eines der beiden Rettungsschiffe der Discovery-Expedition (1901–1904) unter der Leitung des britischen Polarforschers Robert Falcon Scott.